# La cucaracha

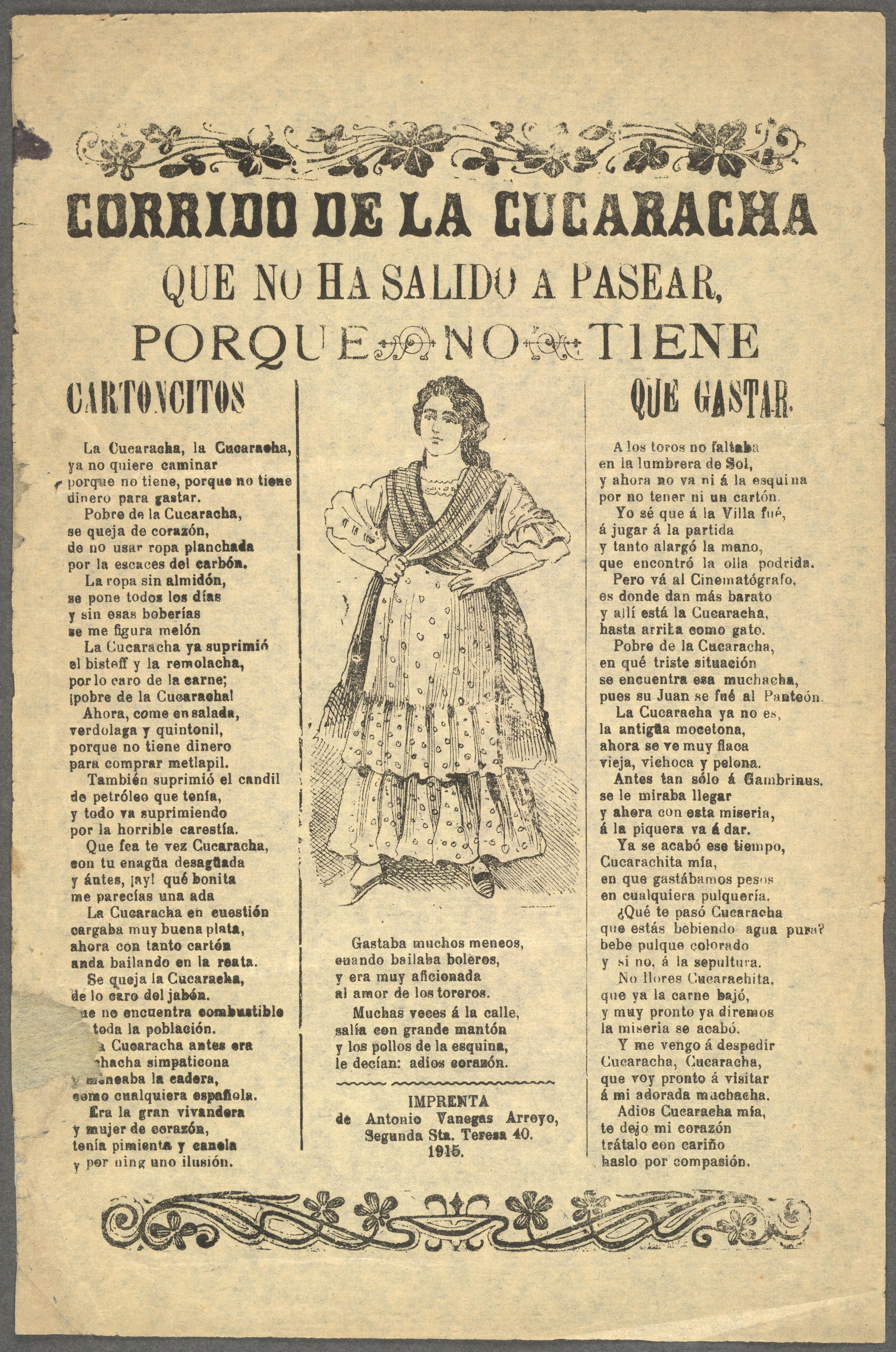
"Corrido de la Cucaracha", litografía (publicada en 1915) de Antonio Vanegas Arroyo.

La cucaracha es una canción folclórica tradicional cuya tonada es de origen español, que posteriormente fue popularizada en México durante la Revolución Mexicana con letras autóctonas. Se trata de un corrido español registrado por el poeta y folclorista Francisco Rodríguez Marín con letra haciendo alusión al enfrentamiento entre cristianos y moros, el cual concluye en 1492 con la rendición de Granada por parte de estos últimos.

## Origen
La canción ya es mencionada en España en 1859 por Fernán Caballero, y posiblemente ya existía hacia 1818. La canción adquirió fama y popularidad durante la Revolución Mexicana a comienzos del siglo xx. 
Se cree que es posiblemente de procedencia andaluza, ya que las recopilaciones de canciones populares de los escritores Fernán Caballero (en su libro Cuentos y Poesías Populares, de 1859) y Francisco Rodríguez Marín (en su obra Cantos populares españoles, de 1883) incluyen estrofas que posteriormente fueron usadas en las versiones mexicanas.
Una de las primeras versiones de la canción registradas dice:
De las patillas de un moro
tengo que hacer una escoba,
para que barra el cuartel
la infantería española.
De las costillas de un moro
me atrevo a formar un puente,
para que pase la España
y su ejército valiente.
O-
De las barbas de judíos
tengo que hacer una escoba,
para que barra el cuartel
de la infantería española.
De las costillas de los moros
me atrevo a formar un puente,
para que pase la España
y su ejército valiente
Fue una de las canciones y letras adaptadas a la ocasión, que mayor popularidad adquirió durante la Revolución mexicana, la cual era además la favorita de los «villistas», aunque su aparición en México es probablemente anterior a la intervención francesa.
Una de las referencias más tempranas de la canción en México es del escritor José Joaquín Fernández de Lizardi, en su novela de 1819 La Quijotita y su prima, donde sugiere que:

Un capitán de marina que vino en una fragata entre varios sonecitos trajo el de La cucaracha.

Fue durante la estancia de las «fuerzas villistas» en Monterrey, Nuevo León, cuando resurgió y fue adoptada por las tropas que luego la extenderían al ejército de Pancho Villa. Llegó a transformarse en himno de guerra contra Victoriano Huerta, del que se dice era muy bebedor de coñac y fumador de marihuana, desde que en 1914, el periodista y músico Rafael Sánchez Escobar revelase al bando «carrancista» el son de la canción que él había aprendido por parte de su madre en Campeche, cuando era niño. La revolución fue un saco inagotable de música vernácula y un aporte de México al mundo al ser la primera revolución del siglo XX. Cantares y corridos rubricaron, invariablemente, la crónica de victorias y derrotas.

## Letra
Hay diferentes tipos de letras, diferentes adaptaciones a la época y al lugar. 
La cucaracha, la cucaracha
ya no puede caminar;
porque no tiene, porque le falta
la patita principal.
Uno de los estribillos más populares de la versión mexicana dice:
La cucaracha, la cucaracha
ya no puede caminar;
porque no tiene, porque le falta
marihuana que fumar.

## Leyendas
Una de las variopintas leyendas sobre el origen de la canción en México cuenta que, cuando Pancho Villa viajaba junto con sus guardias en una camioneta Ford T, dado que sus brazos y piernas sobresalían por todas direcciones, se decía que el vehículo parecía una cucaracha. Por ello, algunos versos de La cucaracha hacen referencia a la pandilla y al vehículo de Pancho Villa. El vehículo se encuentra expuesto en el museo Pancho Villa en la ciudad de Chihuahua, en el que es posible apreciar los agujeros que hicieron las balas durante el asesinato de Villa ocurrido en 1923.
Sin embargo, existe también una versión que dice que fue compuesta por las tropas constitucionalistas al General Victoriano Huerta —que se dice consumía marihuana— en son de burla y como vehículo perfecto para ridiculizarlo.

## Versiones
A lo largo de la historia ha sido interpretada por numerosos artistas y formaciones, entre los que cabe destacar Louis Armstrong, Mr. Bungle, Los Lobos y una versión al estilo de rumba catalana interpretada por Gipsy Kings.